# Thomas Lamparter
Thomas Lamparter (Bern, 9 juni 1978) is een Zwitserse bobsleeër en op het hoogste niveau actief sinds 2002. In 2007 werd hij wereldkampioen.
Toen Lamparter begon met bobsleeën kwam hij terecht in het team van piloot Martin Annen, waar hij plaats nam in de viermansbob, ook nam hij weleens plaats in de 4-mansbob van Ivo Rüegg. In de tweemansbob werd Daniel Schmid zijn vaste kompaan.
Lamparter plaatste zich in de viermansbob voor de Olympische Winterspelen 2006 en in de aanloop daarnaartoe werden hij en zijn team Europees kampioen. De Winterspelen in Turijn leverden hem en zijn team (met Annen, Hefti en Cédric Grand) een bronzen medaille op.
Bij de wereldkampioenschap bobsleeën in 2007 werd hij met zijn team wereldkampioen in de viermansbob achter de piloot Ivo Rüegg en met teamgenoten Beat Hefti en Cédric Grand. In het gecombineerde skeleton-bobsleeteam werd hij toen met Zwitserland derde.

## Medaillespiegel
| Toernooi                 | goud | zilver | brons | totaal |
| ------------------------ | ---- | ------ | ----- | ------ |
| Olympische Spelen        | 0    | 0      | 1     | 1      |
| Wereldkampioenschappen   | 1    | 0      | 2     | 3      |
| Wereldbekeroverwinningen | 1    | 0      | 3     | 3      |
| Wereldbeker eindzeges    | 0    | 0      | 0     | 0      |

gegevens tot en met seizoen 2006/07